# Argis hozawai
Argis hozawai is een garnalensoort uit de familie van de Crangonidae. De wetenschappelijke naam van de soort is voor het eerst geldig gepubliceerd in 1939 door Yokoya.